# Vipava (folyó)
A Vipava (olaszul Vipacco, németül Wippach, latinul Frigidus) egy kisebb, főleg Szlovénia területén futó folyó, mely a San Lorenzo (1019 méter) hegyen ered, és Olaszország területén folyik bele Gorizia városa mellett az Isonzóba. A Római Birodalom idején, a Vipava folyóhoz közel, 394-ben a Frigidus menti csata során I. Theodosius császár győzelmet aratott a trónbitorló Eugenius seregei fölött.

## Mellékvizei és lefolyása
A Vipava mellékvizei az alábbiak a folyó felső szakaszáról indulva:
A Močlinik-patak Vipavánál torkollik a folyóba. A Hubelj folyó Ustje falunál éri el a folyót. A Vrnivec-patak Male Žablje településnél éri el a Vipavát. A Skrivšek-patak Dobravlje falunál torkollik a folyóba. A Vipava egyik legnagyobb mellékfolyója a Branica, amely Steske településnél éri el a folyót. A Lijak patak Renče falunál torkollik a folyóba. A Vrtojbica patak Renče falunál éri el a Vipavát. A folyó ezután Olaszország területén folyik tovább, majd végül az Isonzóba torkollik Savogna d’Isonzónál.

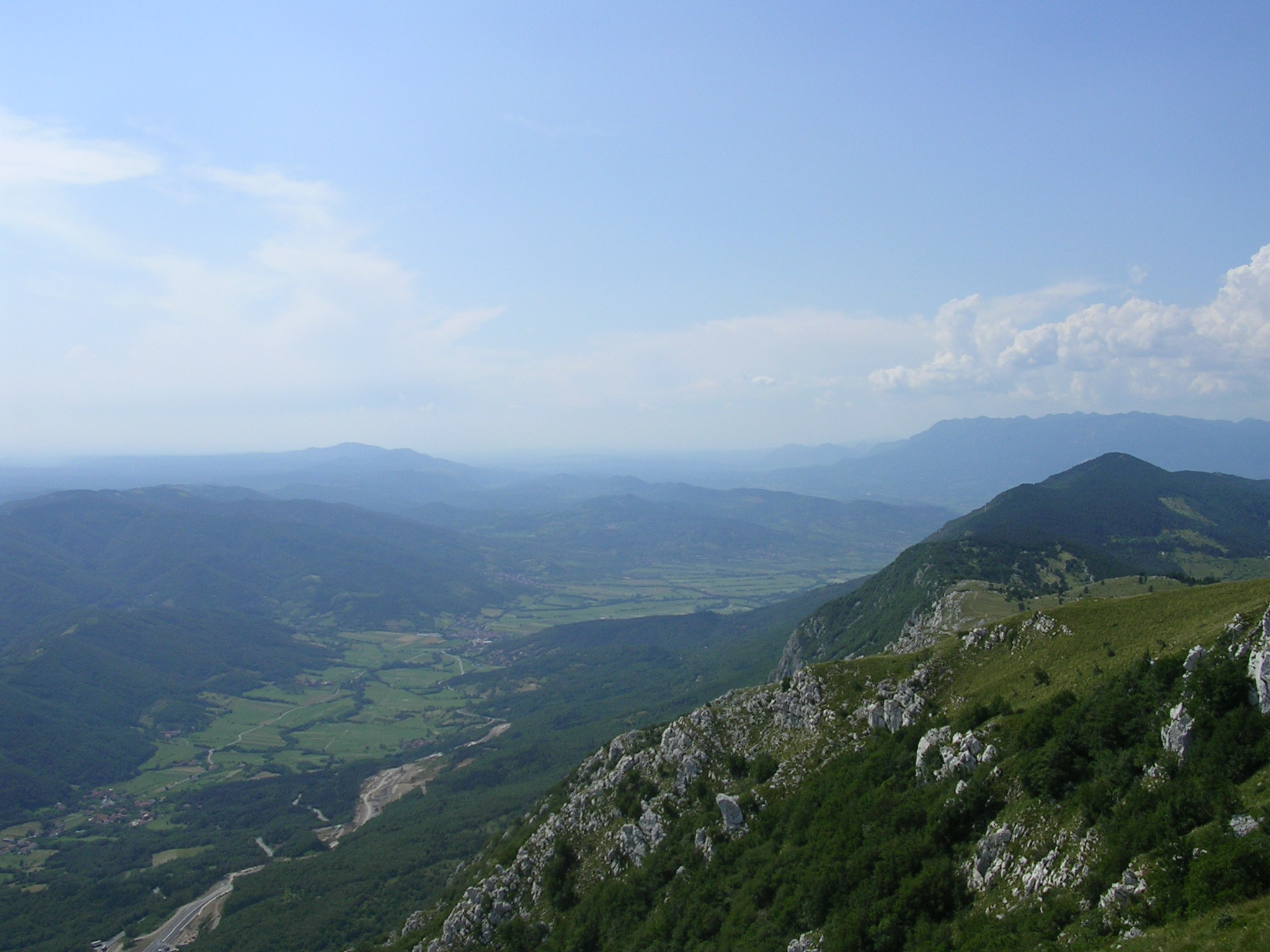
A Vipava völgye